# Brent Pannier
Brent Pannier is een Vlaams (stem)acteur en zanger. Hij studeerde musicaltheater aan de Fontys Hogeschool voor de Kunsten in Tilburg.

## Theater en musical
| Jaar      | Productie                   | Producent                  | Rol                                       |
| --------- | --------------------------- | -------------------------- | ----------------------------------------- |
| 2003      | Doornroosje                 | Studio 100                 | Kleine Jonathan                           |
| 2006      | Peter Pan                   | Music Hall                 | Lost boy                                  |
| 2014      | The Sound of Music          | Stage Entertainment        | Ensemble / US Rolf                        |
| 2016      | De Muze van Rubens          | Judas TheaterProducties    | Suppoost                                  |
| 2016      | Viva Minerva                | Het Achterland             | Ringo                                     |
| 2017      | De gelaarsde kat            | Efteling Theaterproducties | Ensemble / US Bas                         |
| 2017      | Roodkapje                   | Music Hall                 | Jager/Verteller                           |
| 2017      | Zoo of Life                 | ZOO Antwerpen/Lucreatief   | Robin                                     |
| 2018      | Macbeth                     | Vlaams Fruit/Ludvig        | Malcolm                                   |
| 2018      | De Sinksenfoor              | Het Achterland             | Bram                                      |
| 2019      | Kiss of the Spider Woman    | InTeam Producties          | Molina                                    |
| 2019      | Prinses en de Toverspiegel  | Music Hall                 | Ensemble                                  |
| 2020      | Paprika                     | EWT                        | Luc                                       |
| 2020      | Madagascar                  | Music Hall                 | Ensemble/Maurice                          |
| 2021      | Sterrenlicht en Appeltaart  | Luc Stevens Producties     | Flavio                                    |
| 2022-2023 | Vergeet Barbara             | Studio 100                 | Ensemble                                  |
| 2023      | Legally Blonde              | Au Fond Producties         | Ensemble / US Emmett / US Warner          |
| 2023      | Zo Mooi, Zo Blond           | Au Fond Producties         | Maurice                                   |
| 2024      | De 3 Biggetjes              | Studio 100                 | Mr. Mol / US Baltimoor / US Loewie de Vos |
| 2024-2025 | 14-18                       | Studio 100                 | Ensemble                                  |
| 2024-2025 | Tien om te Zien, de musical | Studio 100                 | Ensemble/ US Davy                         |
| 2025      | Kinky Boots                 | InTeam                     | Harry/Ensemble                            |